# میچیهارو اوتاگیری
میچیهارو اوتاگیری (ژاپنی: 小田切 道治؛ زادهٔ ۲ سپتامبر ۱۹۷۸) بازیکن فوتبال اهل ژاپن است.